# Жабя вас
Жабя вас (словен. Žabja vas) — поселення в общині Гореня вас-Поляне, Горенський регіон, Словенія. Висота над рівнем моря: 412,4 м.